# 二零一九
《二零一九》是香港組合LMF主唱的歌曲，於2019年10月5日在YouTube發佈。

## 背景
2019年本身是LMF成立20週年紀念，適逢反送中運動爆發，先前曾有《願榮光歸香港》等網民作品發佈，而LMF也不甘後人，就在2019年10月5日發佈新歌《二零一九》。歌詞直斥當權者和警方的暴力，同時展現抗爭者不屈不撓的精神。LMF希望藉歌詞喚醒大眾的良知，同時控訴政府內的苛政，表明香港人抗爭到底的決心。但和過往LMF的歌曲不同，《二零一九》的粗口內容較少。

## 歌詞
歌詞首先表達對政權的不滿，一開首就提到制度的崩壞，引致社會出現矛盾，但政權卻不擇手段，倚仗警方暴力殘害下一代，令市民心生憤恨。之後歌詞中的「用十年換十年，判十年坐十年」，則用來暗喻政府動輒以暴動罪起訴抗爭者，結果卻造成社會更大的混亂。其後轉到MC仁的說唱部份，則表達政府顛倒是非，針對年輕人。而Phat的說唱部份，更指出政府一錯再錯，以市民鬥市民，造成是非不分的現象。

## 反應
歌曲在發佈2日後，已經錄得50萬次的瀏覽量。而發佈當日正值是禁蒙面法生效後的首日，引來網民熱烈回響。在YouTube上，樂迷認為這首歌是「逼不得已，大懶堂又出黎伸張正義啦」。尤其是近年眾多歌手藝員都不願表態，敢言的人少之有少，LMF在政治不安時發佈此歌，為市民發聲，實屬罕有。